# Zhao Shuai
Zhao Shuai –en xinès, 赵帅– (15 d'agost de 1995) és un esportista xinès que competeix en taekwondo.
Va participar en els Jocs Olímpics de Rio de Janeiro 2016, obtenint una medalla d'or en la categoria de –58 kg. Va guanyar una medalla de bronze al Campionat Mundial de Taekwondo de 2015.

## Palmarès internacional
| Jocs Olímpics     | Jocs Olímpics            | Jocs Olímpics | Jocs Olímpics |
| Any               | Lloc                     | Medalla       | Categoria     |
| ----------------- | ------------------------ | ------------- | ------------- |
| 2016              | Rio de Janeiro ( Brasil) | 1             | –58 kg        |
| Campionat Mundial |                          |               |               |
| Any               | Lloc                     | Medalla       | Categoria     |
| 2015              | Txeliàbinsk ( Rússia)    | 3             | –58 kg        |